# Unternehmensbesteuerung
Als Unternehmensbesteuerung wird in der Betriebswirtschaftslehre und Steuerlehre die Besteuerung der Unternehmen als Steuersubjekt verstanden.

## Allgemeines
Alle Wirtschaftssubjekte (Privathaushalte, Unternehmen, sonstige Personenvereinigungen, selbst Staatsunternehmen) können durch die staatliche Steuerhoheit der Besteuerung unterworfen werden. Dabei werden die Wirtschaftssubjekte zu Steuersubjekten oder zumindest Steuerzahlern.
Unternehmensteuern haben nicht die Einkommensverwendung (also den Konsum oder Verbrauch), sondern die Einkommenserzielung zum Ausgangspunkt. Die Einkommenserzielung wird bei Unternehmen als Gewinnerzielung bezeichnet. Der Gewinn ist allerdings lediglich eine von vielen ökonomischen Größen, die einer Besteuerung unterzogen werden. Ebenfalls besteuert werden Betriebsvermögen, Umsatzerlöse, die Beschaffung des Materials, von Vorleistungen und bestimmter Verbrauchsgüter. 

## Betriebswirtschaftliche Steuerlehre
Die Betriebswirtschaftliche Steuerlehre ist eine steuerorientierte Allgemeine Betriebswirtschaftslehre und hat die Unternehmensbesteuerung als Erkenntnisobjekt, das die Bedeutung der Steuerobjekte und Steuerarten bei der Unternehmensbesteuerung untersucht, denn die von Unternehmen zu tragende Steuerlast beeinträchtigt deren Ertragslage. Zudem sind Unternehmen aus dem Geschäftsprozess gewöhnt, für Zahlungen eine angemessene Gegenleistung zu erhalten, was bei Steuerzahlungen nicht der Fall ist. Steuern sind aus betriebswirtschaftlicher Sicht Ausgaben, die als Datenparameter durch Entscheidungen des Managements nicht beeinflussbar sind, weil sie auf Steuergesetzen beruhen. Lediglich die Steuerabwehr (Steuerumgehung, Steuereinholung, Steuerüberwälzung, Steuerhinterziehung oder Steuerflucht) können als Aktionsparameter die Steuerlast mindern oder beseitigen. 
Steuerobjekte richten sich nach dem Unternehmenserfolg (Ertragsteuern), Substanzwert (Substanzsteuern), den Produktionsfaktoren und der Ausbringung (Faktor- und Produktsteuern) und nach Transaktionen (Verkehrsteuern).

## Steuerarten
Bei der Unternehmensbesteuerung kommen folgende Steuerarten vor:
- Produktionsfaktorsteuern beziehen sich auf die im Unternehmen eingesetzten Produktionsfaktoren. Hierzu gehören Grunderwerbsteuer und Grundsteuer (Grund und Boden), Kraftfahrzeugsteuer (Fuhrpark).
- Die Unternehmensleistung wird beim Vertrieb durch Besteuerung der Umsatzerlöse mit Umsatzsteuer belastet. Zudem werden auf bestimmte Produkte Verbrauchsteuern belastet wie Biersteuer, Kaffeesteuer, Mineralölsteuer, Tabaksteuer oder Versicherungsteuer.
- Das Finanzergebnis wird durch Ertragsteuern belastet, die allgemein als Gewerbesteuer oder je nach Rechtsform als Einkommensteuer und Körperschaftsteuer anfällt.

Es gibt Steuerinterdependenzen, weil einerseits mehrere Steuerarten an dasselbe Steuerobjekt anknüpfen (Gewerbesteuer und Einkommen- und Körperschaftsteuer) und andererseits einige Steuerarten miteinander verbunden sind (die Grundsteuer ist im Rahmen der Gewinnermittlung eine abzugsfähige Betriebsausgabe).
Daraus lässt sich folgende Tabelle entwickeln:
| Steuerarten auf die Mittelbeschaffung              | Steuerarten auf den Mitteleinsatz | Steuerarten auf Strömungsgrößen   | Steuerarten auf Bestandsgrößen | Steuerarten auf die Unternehmensleistung | Steuerarten auf die Leistung einzelner Wirtschaftszweige                                                             |
| -------------------------------------------------- | --------------------------------- | --------------------------------- | --- | ---------------------------------------- | --- |
| Einfuhrumsatzsteuer Grunderwerbsteuer Importsteuer | Kraftfahrzeugsteuer Grundsteuer   | Gewerbeertragsteuer Ertragsteuern | Verkehrsteuern / Verbrauchsteuern: Alkoholsteuer Biersteuer Branntweinsteuer Gewerbekapitalsteuer Kaffeesteuer Mineralölsteuer Schaumweinsteuer Tabaksteuer | Umsatzsteuer                             | Feuerschutzsteuer Heizölsteuer Kapitalverkehrsteuer Lotteriesteuer Rennwettsteuer Spielbankabgabe Versicherungsteuer |

Um die Steuerarten zu erfassen, konkretisiert sich das Steuerobjekt in der Steuerbemessungsgrundlage, einer steuerrechtlichen Größe, die an betriebswirtschaftliche Größen (Gewinn, Vermögen, Umsatz) anknüpft.

## Besteuerung ökonomischer Größen

### Einkommen
Einkommen von Kapitalgesellschaften werden dem Trennungsprinzip unterworfen, Gewinne unterliegen der Körperschaftsteuer. Sie wird von der Kapitalgesellschaft entrichtet. Ausschüttungen unterliegen der jeweiligen Ertragsteuer beim Empfänger der Ausschüttung, während sie bei der Kapitalgesellschaft nicht abzugsfähig sind. Dadurch kommt es insgesamt zu einer höheren Belastung als bei Personengesellschaften mit Ertragsteuern (wirtschaftliche Doppelbesteuerung). Dieser Effekt wird durch weitere Regelungen vermindert. Die Belastung mit Körperschaftsteuer (und Gewerbesteuer) ist isoliert betrachtet geringer als die Belastung mit dem individuellen Steuersatz der Einkommensteuer von sonstigen Gewerbetreibenden. Ist der Empfänger persönlich einkommensteuerpflichtig, so ist auf die an ihn ausgeschüttete Vergütung grundsätzlich das Teileinkünfteverfahren anzuwenden. Befinden sich die Anteile des einkommensteuerpflichtigen Empfängers im Privatvermögen, so findet die Besteuerung zum Abgeltungsteuersatz statt. Ist der Anteilseigner eine Kapitalgesellschaft, sind die Ausschüttungen mit Ausnahme von 5 % nichtabzugsfähiger Betriebsausgaben unter bestimmten Bedingungen steuerfrei (körperschaftsteuerliches Schachtelprivileg). Eine andere Art, der wirtschaftlichen Doppelbesteuerung zu begegnen, ist die körperschaftsteuerrechtliche Organschaft. Alle Regelungen verhindern die wirtschaftliche Doppelbesteuerung aber nicht gänzlich. Deshalb ist das deutsche Steuerrecht nicht rechtsformneutral.
Werden im Rahmen der Tätigkeit des Unternehmens im Inland Einkünfte aus Gewerbebetrieb erzielt, so ist zusätzlich Gewerbesteuer zu zahlen. Diese ist als Gemeindesteuer ein wesentlicher Aspekt des nationalen Steuerwettbewerbs innerhalb Deutschlands.

### Verbrauch
Die Umsatzsteuer wird zwar beim Unternehmen erhoben, ist aber wirtschaftlich durch den Endverbraucher zu tragen. Aufgrund des Vorsteuerabzuges entrichten Unternehmen die Umsatzsteuer lediglich auf Grundlage der eigenen Wertschöpfung.
- Zur allgemeinen Darstellung: Umsatzsteuer,
- Zu den Regelungen in Deutschland: Umsatzsteuer (Deutschland).

Die Grunderwerbsteuer wird beim Erwerb eines inländischen Grundstücks erhoben.
Darüber hinaus können weitere Verbrauchsteuern anfallen, die je nach Branche Bedeutung haben können (z. B. Biersteuer, Kaffeesteuer).

### Substanz
Die Grundsteuer wird als Gemeindesteuer auf das Eigentum an Grundstücken erhoben.
Die Erbschaft- und Schenkungsteuer fällt auf eine Erbschaft oder Schenkung an. Dies ist auch dann der Fall, wenn ganze Unternehmen oder Unternehmensanteile vererbt beziehungsweise verschenkt werden.

## Multinationale Konzerne
Das internationale Steuergefälle erfordert eine Einteilung in Hochsteuer- und Niedrigsteuerländer. Unternehmen, insbesondere multinationale Unternehmen, haben im Rahmen der Niederlassungs- und Kapitalverkehrsfreiheit das Recht der freien Standortwahl. Da das nationale Steuerrecht am Geschäftssitz für die Unternehmensbesteuerung gilt, kommt der Standortwahl aus steuerlicher Perspektive eine erhebliche Bedeutung zu. Sind an einem Auslandsstandort die Steuern besonders niedrig (Steueroase) und herrscht gegebenenfalls noch ein niedriges Lohnniveau vor (Niedriglohnland), so wird der Konzern sich wahrscheinlich für diesen Auslandsstandort als Geschäftssitz entscheiden. 

## Europäisches Steuerrecht
Im Europäischen Steuerrecht werden „Grundsätze Europäischer Unternehmensbesteuerung“ (GEUB) konzipiert. Insbesondere resultieren sie aus, gelten in und vereinheitlichen das derzeit in Europa im Hinblick auf die zwischenstaatliche Aufteilung von Besteuerungssubstrat vorherrschende Regime des englisch separate entity accounting. Es wird verlangt, dass die Unternehmensbesteuerung in den EU-Mitgliedstaaten Investitions-, Finanzierungs-, Rechtsform- und Gewinnverwendungsneutralität erfüllen müsse. Investitionsentscheidungen (wie die Standortwahl) dürfen nicht durch die Besteuerung beeinflusst werden, Innen- und Außenfinanzierung dürfen durch Steuern nicht beeinflusst werden; rechtsformneutral ist eine Besteuerung, wenn durch sie die Rechtsformwahl nicht verzerrt wird. Schließlich ist die internationale Besteuerung gewinnverwendungsneutral, wenn die Gewinnthesaurierung im Vergleich zur Gewinnausschüttung oder Entnahme die gleiche Steuerbelastung auslöst.

## Statistik
International gibt es folgende Unternehmenssteuern:
| Staat                  | 2017 in % | 2023 in % |
| ---------------------- | --------- | --------- |
| Schweiz                | 20,6      | 19,6      |
| Bulgarien              | 10,0      | 10,0      |
| Irland                 | 12,5      | 12,5      |
| Zypern                 | 12,5      | 12,5      |
| Lettland               | 15,0      | 20,0      |
| Litauen                | 15,0      | 15,0      |
| Rumänien               | 16,0      | 16,0      |
| Kroatien               | 18,0      | 18,0      |
| Polen                  | 19,0      | 19,0      |
| Vereinigtes Königreich | 19,0      | 19,0      |
| Estland                | 20,0      | 20,0      |
| Finnland               | 20,0      | 20,0      |
| Slowakei               | 21,0      | 21,0      |
| Dänemark               | 22,0      | 22,0      |
| Schweden               | 22,0      | 20,6      |
| Portugal               | 22,5      | 31,5      |
| Norwegen               | 24,0      | 22,0      |
| Spanien                | 25,0      | 25,0      |
| Niederlande            | 25,0      | 25,8      |
| Österreich             | 25,0      | 24,0      |
| Kanada                 | 26,5      | 26,2      |
| Luxemburg              | 27,1      | 24,9      |
| Griechenland           | 29,0      | 22,0      |
| Deutschland            | 29,8      | 29,9      |
| Belgien                | 33,9      | 25,0      |
| Japan                  | 34,4      | 29,7      |
| Frankreich             | 34,4      | 25,8      |
| Vereinigte Staaten     | 39,3      | 25,8      |

Erkennbar ist, dass vor allem Kleinstaaten zu den Niedrigsteuerländern gehören, Flächenstaaten dagegen sind oft Hochsteuerländer.

## Wirtschaftliche Aspekte
Die Unternehmensbesteuerung wirkt auf die Unternehmen wie Kosten und Ausgaben, welche die Gewinn- und Verlustrechnung bzw. die Liquidität belasten. Damit schmälern Steuern die Ertragskraft der Unternehmen und verringern deren Liquidität.  
Eine Besonderheit stellen indirekte Steuern dar. Beispielsweise sind Verbrauchsteuern indirekte Steuern, bei denen der Gesetzgeber und Steuergläubiger davon ausgeht, dass sie zwar vom Hersteller-Unternehmen erhoben werden, letzteres sie aber durch Steuerüberwälzung an den (End-)Verbraucher weitergibt. Steuerpflichtiger Steuerschuldner und Steuerzahler sind somit die Unternehmen, Steuerträger und Steuerdestinatar die Endverbraucher. Die Überwälzung geschieht, indem der Hersteller die Verbrauchsteuer – oder auch direkte Steuern – in seiner Preiskalkulation in den Verkaufspreis einbezieht. Dadurch trägt der Verbraucher die Steuerlast, wodurch sich sein Einkommen verringert. Die vom Verbraucher zu tragende Steuer kann dieser nicht für andere Konsumausgaben verwenden. Die von den Unternehmen zunächst bezahlten Verbrauchsteuern erhalten sie über die Umsatzerlöse zurück; indirekte Steuern sind bei Unternehmen deshalb liquiditätsneutral. 
Alle konstitutiven Entscheidungen des Managements beruhen nicht zuletzt auf steuerlichen Erwägungen. Dazu gehören die Unternehmensgründung und Standortwahl (die Besteuerung gehört zu den Standortfaktoren), die Wahl der Rechtsform, Unternehmenszusammenschlüsse, Betriebsverlagerungen, Investitionen oder Desinvestitionen werden vor allem aus steuerlichen Gründen vorgenommen. 
Alle Steuern wirken in einer Volkswirtschaft auf die steuerzahlenden Steuersubjekte kontraktiv im Hinblick auf deren Güter- und Investitionsnachfrage. Dem Haavelmo-Theorem zufolge wirkt eine Steuererhöhung kontraktiv auf die gesamtwirtschaftliche Nachfrage, weil sie das verfügbare Einkommen der Privathaushalte reduziert und ihnen Kaufkraft entzieht. Einerseits verringern sie die Gewinne (Unternehmen) oder Einkommen (Privathaushalte), die in Höhe der Steuerzahlung nicht für andere Verwendungen (Investitionen bzw. Konsum) zur Verfügung stehen. Andererseits belasten Steuern als Ausgaben die Liquidität der Steuersubjekte, die in Höhe der Steuerzahlung nicht mehr für andere Ausgaben (Investitionsausgaben bzw. Konsumausgaben) Verfügung steht (Zwangssparen).
Der Staat kann deshalb mit Hilfe der Steuerpolitik unmittelbar in den Wirtschaftskreislauf eingreifen. National und international entsteht durch unterschiedliche Steuerquoten ungewollter oder bewusst herbeigeführter Steuerwettbewerb, der zwischen Niedrigsteuerländern und Hochsteuerländern ausgetragen wird. Folge kann eine Steuerabwehr durch Steuersubjekte sein. 

## Aspekte internationaler Unternehmensbesteuerung

### Doppelbesteuerung
Um die steuerliche Benachteiligung von Unternehmen mit grenzüberschreitenden Aktivitäten zu vermindern, sind zwischen vielen Ländern Abkommen zur Reduzierung der Doppelbesteuerung vereinbart worden. Diese basieren in der Regel auf dem Musterabkommen der OECD.

### Steuerwettbewerb
Ein mit niedrigen Unternehmensteuersätzen geführter internationaler Steuerwettbewerb zwischen Staaten zielt vor allem darauf ab, den mobilen Produktionsfaktor Kapital (Kapitalmobilität) als notwendige Grundlage für Investitionen im eigenen Land anzuziehen. Aufgrund von Steuervermeidung der Unternehmen kann umgekehrt der Steuerwettbewerb der Staaten zu einem Race to the bottom, das heißt immer niedrigeren Steuererträgen führen. Dieses Phänomen lässt sich seit einigen Jahrzehnten national und international beobachten.
Empirisch sind die tatsächlichen Steuerbelastungen international agierender Konzerne kaum zuverlässig ermittelbar. Zur modellhaften Bestimmung eines Effektivsteuersatzes in verschiedenen Ländern werden daher Simulationsprogramme wie der European Tax Analyzer des Zentrums für Europäische Wirtschaftsforschung verwendet.

### Alternative Steuersysteme
Vor allem in skandinavischen Ländern ist das Modell der dualen Einkommensteuer verbreitet. Auch die Unternehmensbesteuerung wird von diesem Modell geändert, da zwischen Erwerbseinkommen und Kapitaleinkommen unterschieden wird. Dieses System wurde im April 2006 durch den Sachverständigenrat zur Begutachtung der gesamtwirtschaftlichen Entwicklung auch für Deutschland vorgeschlagen. In Estland existiert ein für Europa einzigartiges System der Unternehmensbesteuerung, alle Kapitalgesellschaften zahlen keine Ertragssteuern für ihre Gewinne, es werden nur die Entnahmen besteuert und diese werden ausschließlich beim Empfänger der Entnahme besteuert, dies mit einem derzeitigen Satz von 21 %.

### Unitary Taxation
Um die Steuervermeidung von multinationalen Unternehmen in den Griff zu bekommen, wird in der OECD und der EU als Alternative die Gesamtkonzernbesteuerung oder Unitary Taxation diskutiert. Dabei werden nicht mehr die Gewinne der einzelnen Betriebsstätten ermittelt, sondern es wird der Gewinn des Gesamtkonzerns als Grundlage genommen. Dieser Gesamtgewinn wird dann mit Hilfe einer Formel auf die Länder aufgeteilt und dort jeweils mit dem nationalen Steuersatz besteuert.